# Мэдден (фильм)
«Мэ́дден» (англ. Madden) — будущая американская биографическая драма режиссёра Дэвида О. Рассела по сценарию Рассела на основе ранней версии сценария Кэмброна Кларка. Главную роль исполнит Николас Кейдж.

## Сюжет
Сюжет фильма рассказывает о жизни тренера и комментаторе Национальной футбольной лиги Джоне Мэддене.

## В ролях
- Николас Кейдж — Джон Мэдден
- Кристиан Бейл — Эл Дэвис
- Джон Мулани — Трип Хокинс
- Кэтрин Хан — Вирджиния Мэдден, жена Джона
- Сиенна Миллер — Кэрол Дэвис, жена Эла
- Шейн Гиллис

## Производство
В мае 2023 года стало известно, что Уилл Феррелл ведёт переговоры о съёмках фильма с Дэвидом О. Расселом в качестве режиссёра.
В апреле 2024 года появилась информация, что Хью Джекман получил роль Мэддена, а Том Хэнкс начал переговоры об исполнении роли Эла Дэвиса. Однако в августе на роль Мэддена был выбран Николас Кейдж. В апреле 2025 года стало известно, что Кристиан Бейл сыграет роль Эла Дэвиса, а Джон Мулейни, Кэтрин Хан и Сиенна Миллер, как сообщалось, ведут переговоры о присоединении к актёрскому составу.
Съёмки начались в Атланте 24 апреля 2025 года.